# Festival de la Paille
Le Festival de la Paille est un festival de musique qui a lieu annuellement en Franche-Comté à Métabief (Doubs). La programmation couvre de nombreux genres musicaux : reggae, chanson, rock, electro, trip hop, pop, blues et folk. Avec une fréquentation de près de 25.000 festivaliers chaque année, il figure parmi les 100 festivals français les plus importants quant à la fréquentation,.

## Origine
En l'an 2000, une graine plantée par une poignée de jeunes du Haut-Doubs donnera naissance à l'association « Le Collectif Organisation ». Cette assemblée a pour but d'organiser un rendez-vous festif et musical afin de redynamiser son secteur de vie. Cet événement sera l'occasion donnée à quelques artistes locaux de se produire sur une scène, autour d'un grand barbecue.

## Histoire
Le Festival de la Paille est né en juillet 2000. Il a eu lieu jusqu'en 2006 sur le site de Chaffois dans le Doubs.
Le festival n'a pas eu lieu en 2007, faute de terrain disponible.
Il reprend en 2008 sur le site de Métabief, ce qui lui permet de faire peau neuve et de s’inscrire fièrement dans le paysage musical national.
En 2015, le festival organise un tremplin pour permettre à des groupes locaux de jouer pour les concerts off voire sur la scène du Mont d'or.
Cette même année, la jauge des scènes passe de 7000 à 9000 places.
En 2020 et 2021, le festival est annulé à cause de la pandémie de Covid-19.
Le Festival de la Paille est devenu un événement majeur incontournable dans le paysage musical Franc-Comtois et bien au-delà,.

## Fréquentation
| Année | Nombre d'entrées |
| ----- | ---------------- |
| 2000  | 750              |
| 2001  | 800              |
| 2002  | 850              |
| 2003  | 1 500            |
| 2004  | 2 500            |
| 2005  | 3 400            |
| 2006  | 3 500            |
| 2007  | Annulé           |
| 2008  | 7 400            |
| 2009  | 11 000           |

| Année | Nombre d'entrées |
| ----- | ---------------- |
| 2010  | 10 000           |
| 2011  | 12 000           |
| 2012  | 12 000           |
| 2013  | 13 000           |
| 2014  | 14 000           |
| 2015  | 17 000           |
| 2016  | 24 000           |
| 2017  | 24 000           |
| 2018  | 24 000           |
| 2019  | 25 000           |

| Année | Nombre d'entrées  |
| ----- | ----------------- |
| 2020  | Annulé (Covid-19) |
| 2021  | Annulé (Covid-19) |
| 2022  | 21 000            |
| 2023  | 20 000            |
| 2024  | 24 000            |
| 2025  |                   |
| 2026  |                   |
| 2027  |                   |
| 2028  |                   |
| 2029  |                   |

La moyenne d'âge des festivaliers est de 31 ans.

## Fonctionnement
Le Collectif Organisation est composé de bénévoles, en moyenne :
- 15 organisateurs à l'année, dont les membres du bureau préparent et mettent en œuvre de l'événement.
- 11 membres du Conseil d'Administration.
- 400 bénévoles pour l'ensemble du festival, comprenant l'installation et le démontage.
- 180 professionnels (techniciens, équipes de sécurité, artistes...) travaillent sur le Festival.

Au fil des années, les bénévoles arrivent plus nombreux et des 4 coins de la France pour passer une belle semaine à Métabief ; preuve que la réputation de l'événement a largement franchit les frontières de la Franche-Comté.

## Budget
En 2012, le budget consacré à la partie programmation est de 70 000€.
En 2014, il est de 500 000€ mais le festival se termine avec un déficit de 12 000€.
En 2020, le budget était de 1,2 million d'euros.

## Valeurs
L'événement accueille chaque année de nombreux artistes qui officient dans les musiques actuelles ou la variété. Ainsi, se côtoient entre les 2 scènes, des artistes de notoriété internationale avec les pousses artistiques régionales.

## Programmation

### Édition 2025
- 1er août 2025 : Jewly, Hatik, Ojos, Les Ogres de Barback & La Rue Ketanou, Hilight Tribe, Bonne Nuit
- 2 août 2025 : 2097, Saian Supa Celebration,  Valérie Ékoumé, Deluxe, THÉA, Julien Granel, Osmosis
- 3 Août 2025 : Bleu Berline, Adé, Solann, Jahneration, Bandit Bandit, Polo & Pan, Møra

### Édition 2024
- 26 juillet 2024 : Matmatah, Asian Dub Foundation, KO KO MO, Lofofora, Seriously Serious, MTz, Fat Jeff
- 27 juillet 2024 : MC Solaar, Vladimir Cauchemar, Yuston XIII, Zed Yun Pavarotti, Manudigital, Mystically, Flaur
- 28 juillet 2024 : Naaman, Pierre de Maere, Metissa, Voyou, Johnny Mafia, Alfred Massaï, Sorg & Napoelon Maddox

### Édition 2023
- 28 juillet : Ko Ko Mo, Bernard Lavilliers, Dub Inc, Fakear, Blue Tone Stompers, Les Fils du Facteur, Jack and the bearded fischermen, Pierre Hugues José, Pogo
- 29 juillet : Suzane, Claudio Capéo, 47Ter, Vitalic, Blend of stones, The Dustburds, Chiloo, KT Gorique, DJ Pone
- OFF : Chloé M, Fleur, Templitt, Chestnuts, Bristol, Salsa Cubana Club, Classe Verte, Funky Loops

### Édition 2022
- 29 juillet : Lujipeka, Grand Corps Malade, Hubert-Félix Thiéfaine, Thylacine, Rod Barthet, Eméa, 58 Shots, Fallen Lillies, Tetra Hydro K
- 30 juillet : Kimberose, Morcheeba, PLK, Tagada Jones, Nikola, Malibu, Dead Chic, Wheobe, Tchik Tchik Cyrilik
- OFF : Enelos, Lesswinter, Lou Beurier, Wet enough?, Red Sparks, Compagnie Badabulle

### Édition 2019
- 26 juillet : Clara Luciani, Dionysos, Eddy de Pretto, Bob Sinclar, Bysshe, Caesaria, Soviet Suprem, Komorebi, Peroké
- 27 juillet : Aldebert, Feu! Chatterton, Ultra Vomit, Bon Entendeur, Panda Dub, Lobster, Mystical Faya, Gringe, Hellbats, 2 Ohms Load Feat. Sir Jean
- OFF : Anapsida, Battle hip-hop, Jacqueline et Michel jouent l’Ours de Tchekov, 7days After[23]

### Édition 2018
- 27 juillet : HollySiz, Asaf Avidan, Tiken Jah Fakoly, Ofenbach, Onix, The Wan, L'Or du commun, Bigger, Horskh[24]
- 28 juillet : Gaël Faye, Imany, Mat Bastard, Roméo Elvis, Les Forces de l'orge, Gypsy Sound System Orkestra, La Cafetera Roja, Papertank, Joris Delacroix

### Édition 2017
- 28 juillet : Radio Elvis, LP, Dub Inc, Pfel & Greem (C2C), Marion Roch, Pocketfull of Funk, Pih Poh, Jabberwocky, Sorg
- 29 juillet : Georgio, LEJ, Matmatah, Naive New Beaters, Almanak, Director's Cut, Jack Simard, Khynn, Falkor
- OFF : DJ Polymix, L'école des petits Robert, Mister PB[25]

### Édition 2016
- 29 juillet : Bigflo et Oli, Tryo, Birdy Nam Nam, No Smoking Trio, Jahneration, Fenc/s, Dudy
- 30 juillet : Jain, Caribbean Dandee, Lilly Wood and the Prick, Mass Hysteria, Phonograff, The Rising Sun, Dirty Deep, Teldem Com'unity, Beat Rider
- OFF : Sticky Socks, Elsa Puls, Pop Fabrik, Cosmix Banditos, Khynn[13]

### Édition 2015
- Vendredi 31 juillet :

Fauve, Grand Corps Malade, Deluxe, Izo Nomia, Flesh, Gliz, Exo 7.
- Samedi 1er août :

H-F Thiéfaine, Le peuple de l'Herbe, Naâman, Anakronic Electro Orkestra, Célia Whynot, Caesaria, Crisfader, The Rising Sun, Mamadjo, Mad in Ska, 58 Shots, Pornodiva, The Weels, Speedrax, DJ Benam.

### Édition 2014
- 1 août : Cats on Trees, IAM, Cotton Claw, Tedmo Festival, Carbon Airways, Leah Rosier, Vyryl
- 2 août : Airnadette, Max Romeo, ZAZ, La Femme, The Wan, Celt Keys, Elvis left the Building, Blanker Republic, DJ Goofy
- Espace VIP : DJ Cris Fader, DJ Goofy, DJ Stiff, DJ Frogg, DJ Benam[11]

### Édition 2013
- Vendredi 2 août :

Oxmo Puccino, Stupeflip, Tété, 65 Mines Street, Les Cancoyote Girls, Monsieur Pink, Suj. Inc.
- Samedi 3 août :

Olivia Ruiz, Eiffel, Biga Ranx, Heymoonshaker, Madjive, Mystical Faya, Lynch The Elephant, Marc Monteiro, Blackwoods.

### Édition 2012
- Vendredi 27 juillet :

Kakou (hip hop rock), Brigitte (pop), Tock’art (chanson funk), Izia (rock), Scramjet (metal), Nasser (electro rock) et Dj Frogg (mix electro).
- Samedi 28 juillet :

Tidalvaw (rock), Broussaï (reggae), Catfish (folk rock), Irma (pop), Clara Yucatan (pop rock), Chinese Man (hip hop electro), Pih Poh (hip hop), Lofofora (métal) et Na Tiendo (electro minimal).
- Le Off (gratuit), samedi 28 juillet :

Anaya (chanson solo), Cleveland (rock), Black Woods (folk) et les Garçons trottoirs (chanson rock).

### Édition 2011
- 29 juillet : You Touff, Les Hurlements d'Léo, Monsieur Z, Yael Naim, Ventolin, Beat Assailant, Tetra Hydro K
- 30 juillet : My Lady's House, Uncommonmenfrommars, Vidimozz, Florent Marchet, Slide on Venus, Sinsemilia, Primate, High Tone[26]

### Édition 2010
- 31 juillet : Renan Luce, Java, Oldelaf, The Washing Machine Cie, Mango, 1Kub and the Wicked Wicked, Sub Grabbing, Papa Style & Baldas vs General Levy
- 30 juillet : Thomas Fersen, Revolver, Beat Torrent, Prowpuskovic, The Electrix, Nao, Nadamas, Booma Soundsystem

### Édition 2009
- 1er août : Les Wampas, Yves Jamait, Danakil, Jmpz, Texas Mongols, The Irradiates, Eks vs Travailleurs de l'Ombre, Benja, Booma Soundsystem
- 31 juillet : Pascale Picard Band, Les Ogres de Barback, Dirty Fonzy, Groovy Baby, Funky Boost, Silent, Soulmaker, Dj Zanet, Booma Soundsystem

### Édition 2008
- 1er août : Têtes raides, Sayag Jazz Machine, Les Caméléons, Lead Orphans, Steno-P, The Rebel Assholes, Rustik Bass, Booma Sound System
- 2 août : Luke, Mademoiselle K, Kaly Live Dub, Semtazone, Tennisoap, Les Lokataires, Irie Team, Somadaya, Booma Sound System

### Édition 2007
Édition annulée
- Programmation prévue : Lofofora, Prohom, Eiffel, Kaly Live Dub, Semtazone, Les Caméléons, Les Lokataires, Lead Orphans, Duo Nt2, Yodi & Lin-C, Bikini Machine, Burning Heads

### Édition 2006
Debout sur le Zinc, Beautés vulgaires, K2R Riddim, Les Fatals Picards, La Cab Familia, Austin Newcomers, Sleazy View, Likassa, Welcome To Miami, Yerban Kuru, Wayward Gentlewomen, Jamra, Psycho Key

### Édition 2005
Aldebert, Deportivo, Two Tone Club, Wise, La Famille Bou, Taf, On Air Orchestra, Les Tit' Nassels, Biotec, Quartier Libre, Aura, The Washing Machine Cie, Jetuils

### Édition 2004
La Ruda, Maximum Kouette, Karma’Sutra, Rhesus, Les Berthes, Zarathoustra, Téfé’O, Dingue Manding

### Édition 2003
La Rue Ketanou, Pornophonic, Bidibang, Dorya, Les Skachalots, Ikepondriak, The Flinstones, Slate

### Édition 2002
The Boarders, Charlie Vitamine, Fan You Spell, Mysticlone

### Édition 2001
Ogham, Feedback, Les Radiateurs, Goah Sativa

### Édition 2000
Free KC, Feedback, Aldebert, Gate Way